# Echinocaris
Echinocaris is een geslacht van uitgestorven kreeftachtigen uit de klasse van de Malacostraca (hogere kreeftachtigen).

## Soorten
- Echinocaris asiatica Reed, 1908 †
- Echinocaris auricula Eller, 1935 †
- Echinocaris beecheri Copeland, 1960 †
- Echinocaris castorensis Copeland, 1960 †
- Echinocaris clarkii Beecher, 1902 †
- Echinocaris condylepis Hall & Clarke, 1888 †
- Echinocaris consanguina Eller, 1935 †
- Echinocaris crosbyensis Eller, 1937 †
- Echinocaris hunanensis Han & Zhou, 1993 †
- Echinocaris multinodosa Whitfield, 1880 †
- Echinocaris multispinosis Feldmann & McKenzie, 1981 †
- Echinocaris ohioensis Sturgeon, Hlavin & Kesling, 1964 †
- Echinocaris randallii Beecher, 1902 †
- Echinocaris socialis Beecher, 1884 †
- Echinocaris spininger Racheboeuf, 1998 †
- Echinocaris sublaevis Whitfield, 1880 †
- Echinocaris turgida Eller, 1935 †
- Echinocaris whidbornei (Jones & Woodward, 1889) †